# Björkö (Mälarmeer)

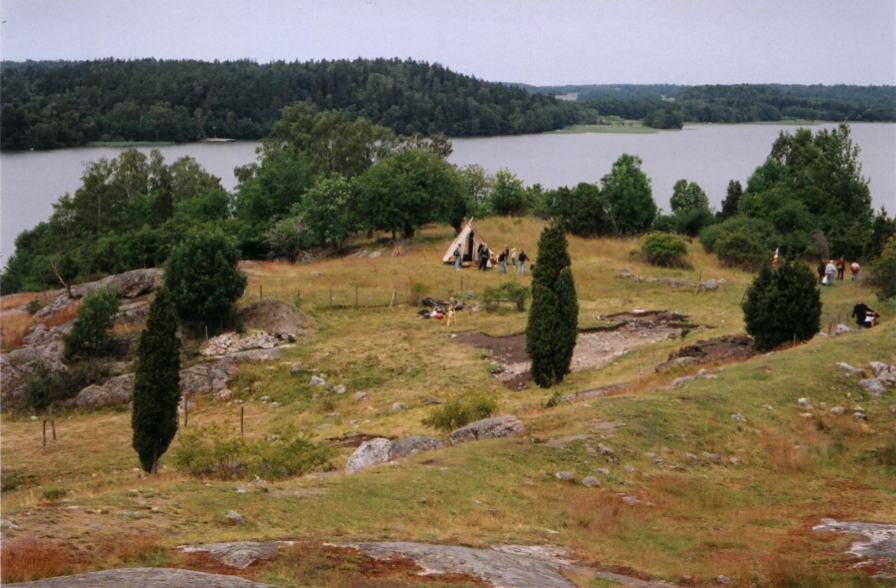
Birka

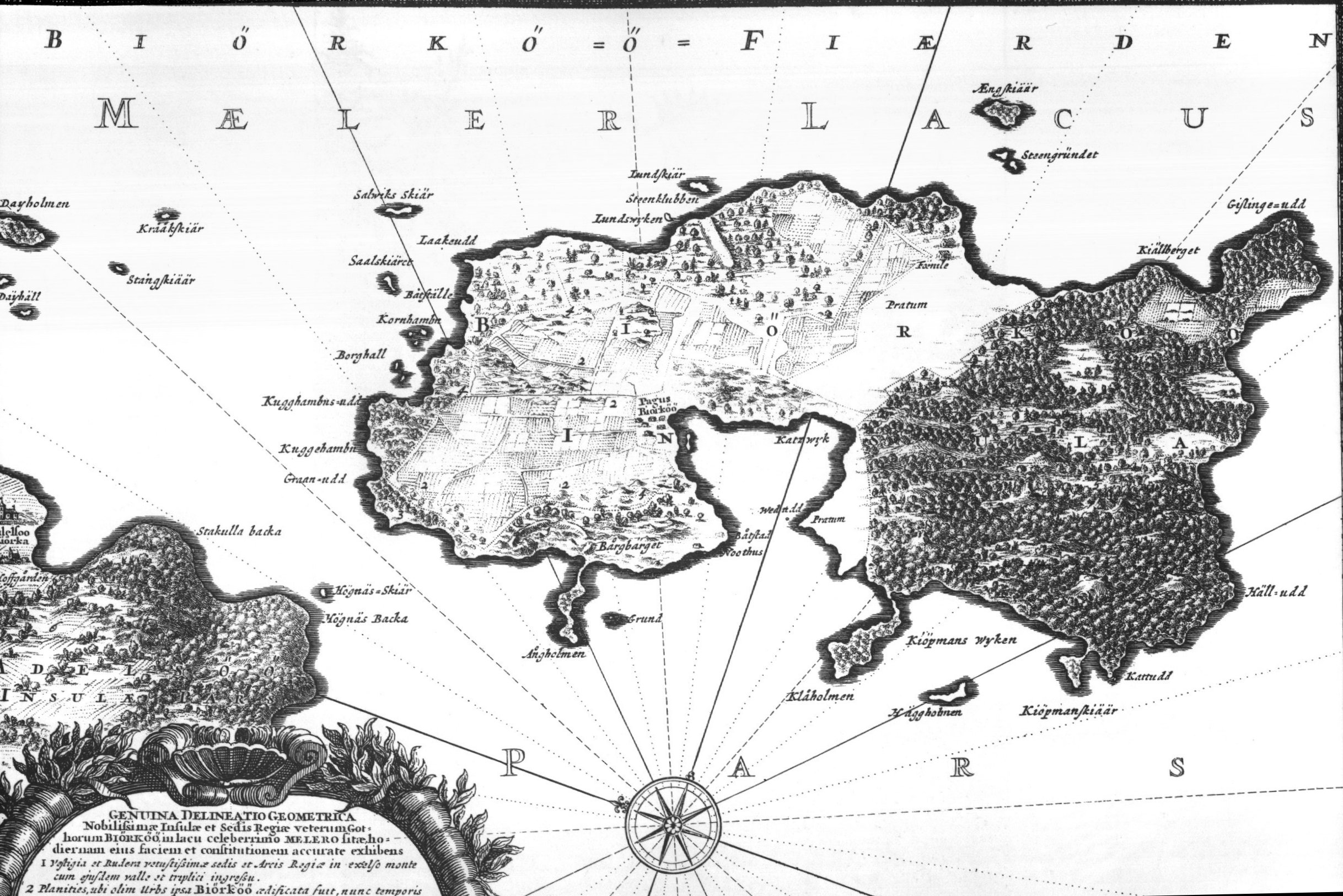
Detailkaart uit 1700

Björkö is een Zweeds eiland dat in het midden van het Mälarmeer ten westen van Stockholm ligt. Het behoort tot de gemeente Ekerö.
Op het eiland ligt de archeologische vindplaats Birka. In de 10e en 11e eeuw was daar een Vikingbolwerk en handelsplaats gevestigd.
De handelsstad werd opgericht in de tweede helft van de 8e eeuw en is een van de eerste steden in Scandinavië. Er zijn drie gebieden te vinden: een versterkt gebied, de "Borg", het gebied van de belangrijkste nederzetting met uitgebreide afzettingen van "zwarte aarde", gericht op het Mälarmeer, en de begraafplaats.
Het eiland ligt aan de ingang van het Mälarmeer, vormt zodoende de toegang tot Midden-Zweden en ligt aan een belangrijke oost-west handelsroute. Handelaren kwamen naar Birka uit Friesland, Dorestad, Angelsaksisch Engeland, Duitsland, de Baltische landen, Byzantium en Azië.
Aan het einde van de 10e eeuw boette Björkö aan belang in, doordat de handel werd overgenomen door Gotland.